# Châtillon-la-Palud

Châtillon-la-Palud este o comună în departamentul Ain din estul Franței.